# Scheloribates pseudoprincipalis
Scheloribates pseudoprincipalis är en kvalsterart som beskrevs av Balogh 1962. Scheloribates pseudoprincipalis ingår i släktet Scheloribates och familjen Scheloribatidae. Inga underarter finns listade i Catalogue of Life.